# Helmers (Schmalkalden)
Helmers ist ein Ortsteil der Stadt Schmalkalden im Landkreis Schmalkalden-Meiningen in Thüringen.

## Geografie
Helmers ist der westlichste Ortsteil der Stadt Schmalkalden. Der Ortsteil befindet sich im Rosatal westlich von Wernshausen.
Die Gemarkung ist stark von Hängen und Rainen durchsetzt, dann folgt Wald auf den Steilhängen und Bergen. Ein typisches Walddorf, was einst den Fuhrmannsverkehr unterstützte.

## Geschichte
Im Jahr 1340 wurde das Dorf Helmers erstmals urkundlich genannt. Der Ort gehörte damals zum Amt Frankenberg (später Amt Frauenbreitungen genannt) in der Grafschaft Henneberg-Schleusingen, dessen Amtssitz, die Burg Frankenberg, sich bei Helmers befand.
Helmers war 1613–1675 von Hexenverfolgungen betroffen: Drei Frauen und ein Mann gerieten in Hexenprozesse, zwei Personen wurden verbrannt, zwei starben unter der Folter und im Kerker. Als erstes Opfer wurde 1613 Margaretha, Hans Kesselrings Frau, in Frauenbreitungen verbrannt.
Helmers gehörte als Teil des Amts Frauenbreitungen ab 1680 zum Herzogtum Sachsen-Meiningen. Ab 1920 lag der Ort im Land Thüringen. Von 1952 bis 1990 gehörte er zum Bezirk Suhl und seit 1990 gehört er wieder zu Thüringen.
1994 wurde Helmers nach Wernshausen eingemeindet. Im Dezember 2008 wurde Wernshausen freiwillig nach Schmalkalden eingemeindet.

## Verkehr
Helmers liegt an der Landesstraße 1026 zwischen Georgenzell und Wernshausen. Diese Straße war einst Handelsweg von Frankfurt am Main über Schmalkalden nach Erfurt.

## Kultur und Sehenswürdigkeiten
- Die evangelische Filialkirche ist ein kleiner Saalbau aus Fachwerk (bezeichnet 1672). Der hölzerne Dachturm mit Mansarddach ist von 1908. Ein Innenumbau erfolgte in den 1980er Jahren. Die Ausstattung ist schlicht barock, der Saal enthält eine Empore.[3]
- Die einstige Handelsstraße war Anlass zum Bau der Burg Frankenberg. Mit ihr übernahm Helmers die Überwachung dieses Handelsweges, wobei die Bergbauern die Reisenden unterstützten.[4] Die vermutlich um 1200 erbaute Burganlage war Stammsitz der Herren von Frankenberg. Nach der Zerstörung im Bauernkrieg sind heute noch Mauerreste des Palas und der 24 m hohe Bergfried erhalten. Dieser besteht aus Sandstein-Buckelquadern mit Zangenlöchern, der ursprüngliche Eingang ist an der Westseite in 11 m Höhe.[3]
- Ein Reithof als breit gelagerter, zweigeschossiger Fachwerkbau stammt wohl aus dem 16. Jahrhundert, erfuhr jedoch später Veränderungen. Er ist mit vorkragenden Geschossen, durchkreuzten Streben, gekrümmten Fußstreben, einem Rähm und Giebeltrapez mit Schiffskehlen verziert.[3]